# كاي هيرينغس
كاي هيرينغس (بالهولندية: Kai Heerings)‏ (12 يناير 1990 بأمستردام في هولندا - ) هو لاعب كرة قدم هولندي في مركز الدفاع. لعب مع نادي أوترخت ونادي كامبور وهيلموند سبورت.

## وصلات خارجية
- كاي هيرينغس على موقع قاعدة بيانات كرة القدم.إي يو (الإنجليزية)
- كاي هيرينغس على موقع Soccerway.com (الإنجليزية)
- كاي هيرينغس على موقع عالم كرة القدم.نت (الإنجليزية)